# Xã Lake, Quận Scott, Kansas
Xã Lake (tiếng Anh: Lake Township) là một xã thuộc quận Scott, tiểu bang Kansas, Hoa Kỳ. Năm 2010, dân số của xã này là 75 người.